# Tastavinsaurus
Espèce
Tastavinsaurus est un genre de titanosaure du Crétacé inférieur retrouvé en Espagne.
L'espèce-type, Tastavinsaurus sanzi, a été décrite par Canudo et al. en 2008. Le nom générique a été donné d'après Rio Tastavins. Le nom spécifique a été donné en l'honneur du paléontologue espagnol Jose Luis Sanz.
Il est maintenant classé chez les Somphospondyli entre autres par P. D. Mannion et al. (2019), et S. Apesteguía et al. (2019), pour les études les plus récentes.